# Coppa Svizzera 1984-1985
La Coppa Svizzera 1984-1985 è stata la 60ª edizione della manifestazione calcistica. È iniziata il 3 agosto 1984 e si è conclusa il 27 maggio 1985. Questa edizione della coppa vide la vittoria finale del Aarau.

## Squadre partecipanti
| Lega Nazionale A | Lega Nazionale B | Prima Lega Gruppo 1 | Prima Lega Gruppo 2 | Prima Lega Gruppo 3 | Prima Lega Gruppo 4 |
| ---------------- | ---------------- | ------------------- | ------------------- | ------------------- | ------------------- |

### 1º Turno Eliminatorio
Partecipano le squadre di Prima, Seconda e Terza Lega.
| Squadra 1         | Risultato | Squadra 2 |
| ----------------- | --------- | --------- |
| 3 e 4 agosto 1984 |           |           |

### 2º Turno Eliminatorio
Entrano in lizza le squadre di Lega Nazionale B.
| Squadra 1           | Risultato | Squadra 2 |
| ------------------- | --------- | --------- |
| 11 e 12 agosto 1984 |           |           |

### Trentaseiesimi di Finale
Entrano in lizza le 14 squadre di Lega Nazionale A.
| Squadra 1         | Risultato | Squadra 2 |
| ----------------- | --------- | --------- |
| 14 settembre 1984 |           |           |

### Sedicesimi di Finale
| Squadra 1       | Risultato     | Squadra 2         |
| --------------- | ------------- | ----------------- |
| 20 ottobre 1984 |               |                   |
| Basilea         | 6 - 0         | Langenthal        |
| Chiasso         | 0 - 1         | Grasshoppers      |
| Diepoldsau      | 1 - 4         | Laufen            |
| Dübendorf       | 1 - 2         | Sciaffusa         |
| Kriens          | 0 - 1         | Aarau             |
| Le Locle-Sports | 0 - 4         | Neuchâtel Xamax   |
| Losanna         | 5 - 1         | Stade Lausanne    |
| Saint-Jean      | 0 - 3         | Servette          |
| San Gallo       | 3 - 2         | Lugano            |
| Vevey           | 4 - 1         | La Chaux-de-Fonds |
| Volketswil      | 1 - 9         | Winterthur        |
| Young Boys      | 4 - 2         | Sion              |
| 21 ottobre 1984 |               |                   |
| Bienne          | 1 - 3(d.t.s.) | Grenchen          |
| Martigny        | 1 - 4         | Étoile Carouge    |
| Wettingen       | 3 - 1         | Lucerna           |
| SC Zugo         | 2 - 3         | Zurigo            |

### Ottavi di Finale
| Squadra 1     | Risultato     | Squadra 2       |
| ------------- | ------------- | --------------- |
| 16 marzo 1985 |               |                 |
| San Gallo     | 1 - 0         | Étoile Carouge  |
| 17 marzo 1985 |               |                 |
| Basilea       | 0 - 1         | Servette        |
| Grasshoppers  | 1 - 0         | Laufen          |
| Grenchen      | 2 - 1(d.t.s.) | Zurigo          |
| Sciaffusa     | 0 - 4         | Neuchâtel Xamax |
| Vevey         | 3 - 1(d.t.s.) | Winterthur      |
| Young Boys    | 2 - 3(d.t.s.) | Aarau           |
| 19 marzo 1985 |               |                 |
| Losanna       | 4 - 0         | Wettingen       |

### Quarti di Finale
| Squadra 1       | Risultato      | Squadra 2    |
| --------------- | -------------- | ------------ |
| 4 aprile 1985   |                |              |
| Servette        | 3 - 0          | San Gallo    |
| 6 aprile 1985   |                |              |
| Neuchâtel Xamax | 4 - 1          | Vevey        |
| 8 aprile 1985   |                |              |
| Aarau           | 2 - 0          | Grenchen     |
| Losanna         | 0 - 0(5-4 dcr) | Grasshoppers |

### Semifinali
| Squadra 1       | Risultato | Squadra 2 |
| --------------- | --------- | --------- |
| 14 maggio 1985  |           |           |
| Aarau           | 3 - 1     | Servette  |
| Neuchâtel Xamax | 3 - 2     | Losanna   |

### Finale
| Arbitro: | Willi Jaus (Feldmeilen) |

| |            |                                                                                                 |
| Iselin 86’ | Marcatori  |                                                                                                 |
| Böckli Osterwalder Zahner Kaltaveridis Küng Iselin Fregno Herberth (89' Tschuppert) Schär Meyer (69' Zwahlen) Seiler | Formazioni | Engel Givens Salvi Forestier (86' Mottiez) Bianchi Thévenaz Küffer Mata Elsener Lüthi Jacobacci |
| Hitzfeld | Allenatori | Gress                                                                                           |